# Giải thuật Euclid mở rộng
Giải thuật Euclid mở rộng được sử dụng để giải một phương trình vô định nguyên (còn được gọi là phương trình Đi-ô-phăng) có dạng
Trong đó {\displaystyle a,b,c} là các hệ số nguyên, {\displaystyle x,y} là các ẩn nhận giá trị nguyên. Điều kiện cần và đủ để phương trình này có nghiệm (nguyên) là {\displaystyle UCLN(a,b)} là ước của {\displaystyle c}. Khẳng định này dựa trên một mệnh đề sau:
Nếu {\displaystyle d=UCLN(a,b)} thì tồn tại các số nguyên {\displaystyle x,y} sao cho {\displaystyle ax+by=d}

## Cơ sở lý thuyết của giải thuật
Giải thuật Euclid mở rộng kết hợp quá trình tìm ƯCLN(a, b) trong thuật toán Euclid với việc tìm một cặp số x, y thoả mãn phương trình Đi-ô-phăng.
Giả sử cho hai số tự nhiên a, b, ngoài ra a>b>0.
Đặt {\displaystyle r_{o}=a,r_{1}=b}, chia {\displaystyle r_{0}} cho {\displaystyle r_{1}} được số dư {\displaystyle r_{2}} và thương số nguyên {\displaystyle q_{1}}. Nếu {\displaystyle r_{2}=0} thì dừng,
nếu {\displaystyle r_{2}} khác không, chia {\displaystyle r_{1}} cho {\displaystyle r_{2}} được số dư {\displaystyle r_{3}},...Vì dãy các {\displaystyle r_{i}} là giảm thực sự nên sau hữu hạn bước ta được số dư {\displaystyle r_{m+2}=0}.

{\displaystyle r_{o}=q_{1}*r_{1}+r_{2},0<r_{2}<r_{1}};
{\displaystyle r_{1}=q_{2}*r_{2}+r_{3},0<r_{3}<r_{2}};
....;
{\displaystyle r_{m-1}=q_{m}*r_{m}+r_{m+1},0<r_{m+1}<r_{m}}
{\displaystyle r_{m}=q_{m+1}*r_{m+1}}
trong đó số dư cuối cùng khác 0 là {\displaystyle r_{m+1}=d}.
Bài toán đặt ra là tìm x, y sao cho 
{\displaystyle a*x+b*y=r_{m+1}(=d)}
Để làm điều này, ta tìm x, y theo công thức truy hồi, nghĩa là sẽ tìm
{\displaystyle x_{i}} và {\displaystyle y_{i}} sao cho:
{\displaystyle a*x_{i}+b*y_{i}=r_{i}} với {\displaystyle i=0,1,...}.
Ta có 
{\displaystyle a*1+b*0=a=r_{o}} và {\displaystyle a*0+b*1=b=r_{1}}, nghĩa là
{\displaystyle x_{o}=1,x_{1}=0} và {\displaystyle y_{o}=0,y_{1}=1}. (1)
Tổng quát, giả sử có 
{\displaystyle a*x_{i}+b*y_{i}=r_{i}} với {\displaystyle i=0,1,...}.
{\displaystyle a*x_{i+1}+b*y_{i+1}=r_{i+1}} với {\displaystyle i=0,1,...}.
Khi đó từ
{\displaystyle r_{i}=q_{i+1}*r_{i+1}+r_{i+2}}
suy ra
{\displaystyle r_{i}-q_{i+1}*r_{i+1}=r_{i+2}}
{\displaystyle (a*x_{i}+b*y_{i})-q_{i+1}*(a*x_{i+1}+b*y_{i+1})=r_{i+2}}
{\displaystyle a*(x_{i}-q_{i+1}*x_{i+1})+b*(y_{i}-q_{i+1}*y_{i+1})=r_{i+2}}
từ đó, có thể chọn

{\displaystyle x_{i+2}=x_{i}-q_{i+1}*x_{i+1}}  (2)
{\displaystyle y_{i+2}=y_{i}-q_{i+1}*y_{i+1}}  (3)
Khi {\displaystyle i=m-1} ta có được {\displaystyle x_{m+1}} và {\displaystyle y_{m+1}}.
Các công thức (1), (2), (3) là công thức truy hồi để tính x, y.

### Giải thuật
```
{Thuật toán Euclide: a, b không đồng thời bằng 0, trả về gcd(a, b)}

function
 
gcd
(
a
,
 
b
)
;

begin

  
while
 
b
 
≠
 
0
 
do

    
begin

      
r
:=
 
a
 
mod
 
b
;
 
a
:=
 
b
;
 
b
:=
 
r
;

    
end
;

  
Result
:=
 
a
;

end
;

{Thuật toán Euclide mở rộng: a, b không đồng thời bằng 0, trả về cặp (x, y) sao cho a * x + b * y = gcd(a, b)

Về tư tưởng là ghép quá trình tính cặp số (x, y) vào trong vòng lặp chính của thuật toán Euclide.}

function
 
Extended_gcd
(
a
,
 
b
)
;
 

begin

  
(
xa
,
 
ya
)
:=
 
(
1
,
 
0
)
;

  
(
xb
,
 
yb
)
:=
 
(
0
,
 
1
)
;

  
while
 
b
 
≠
 
0
 
do

    
begin

      
q
:=
 
a
 
div
 
b
;

      
r
:=
 
a
 
mod
 
b
;
 
a
:=
 
b
;
 
b
:=
 
r
;
 
//Đoạn này giống thuật toán Euclide.

      
(
xr
,
 
yr
)
:=
 
(
xa
,
 
ya
)
 
-
 
q
 
*
 
(
xb
,
 
yb
)
;
 
//Hiểu là: (xr, yr):= (xa, ya) "mod" (xb, yb);

      
(
xa
,
 
ya
)
:=
 
(
xb
,
 
yb
)
;

      
(
xb
,
 
yb
)
:=
 
(
xr
,
 
yr
)
;

    
end
;

  
Result
:=
 
(
xa
,
 
ya
)
;

end
;

```

Giải thuật sau chỉ thực hiện với các số nguyên a>b>0, biểu diễn bằng giải mã:
```
 
Sub
 
Euclid_Extended
(
a
,
b
)

 
Dim
 
x0
,
 
x
,
 
y
,
y1
 
As
 
Single

    
x0
=
1
:
 
x1
=
0
:
 
y0
=
0
:
 
y1
=
1

 

 
While
 
b
>
0

      
r
=
 
a
 
mod
 
b
 

      
if
 
r
=
0
 
then
 
Exit
 
While

      
q
=
 
a
 
/
 
b

      
x
=
 
x0
-
x1
*
q

      
y
=
 
y0
-
y1
*
q

      
a
=
b

      
b
=
r

      
x0
=
x1
     

      
x1
=
x

      
y0
=
y1
     

      
y1
=
y

 
Wend

    
Me
.
Print
 
d
:
=
b
,
 
x
,
 
y

code

 
End
 
Sub

```

### Ví dụ
Với a=29, b=8, giải thuật trải qua các bước như sau:
| Bước {\displaystyle i} | {\displaystyle r_{i}} | {\displaystyle r_{i+1}} | {\displaystyle r_{i+2}} | {\displaystyle q_{i+1}} | {\displaystyle x_{i}} | {\displaystyle x_{i+1}} | {\displaystyle x_{i+2}} | {\displaystyle y_{i}} | {\displaystyle y_{i+1}} | {\displaystyle y_{i+2}} |
| 0                      | 29                    | 8                       | 5                       | 3                       | 1                     | 0                       | 1                       | 0                     | 1                       | -3                      |
| 1                      | 8                     | 5                       | 3                       | 1                       | 0                     | 1                       | -1                      | 1                     | -3                      | 4                       |
| 2                      | 5                     | 3                       | 2                       | 1                       | 1                     | -1                      | 2                       | -3                    | 4                       | -7                      |
| 3                      | 3                     | 2                       | 1                       | 1                       | -1                    | 2                       | -3                      | 4                     | -7                      | 11                      |
| 4                      | 2                     | 1                       | 0                       | 2                       |                       |                         |                         |                       |                         |                         |

Kết quả thuật toán cho đồng thời {\displaystyle d=UCLN(29,8)=1} và {\displaystyle x=-3}, {\displaystyle y=11}.

Dễ dàng kiểm tra hệ thức {\displaystyle 29*(-3)+8*11=1}

## Áp dụng giải thuật Euclid mở rộng tìm số nghịch đảo trong vànhZm{\displaystyle \mathbb {Z} _{m}}

### Số nghịch đảo trong vànhZm{\displaystyle \mathbb {Z} _{m}}
Trong lý thuyết số, vành {\displaystyle \mathbb {Z} _{m}} được định nghĩa là vành thương của {\displaystyle \mathbb {Z} } với quan hệ đồng dư theo modulo m (là quan hệ tương đương) mà các phần tử của nó là các lớp đồng dư theo modulo m (m là số nguyên dương lớn hơn 1). Ta cũng có thể xét {\displaystyle \mathbb {Z} _{m}} chỉ với các đại diện của nó. Khi đó
{\displaystyle \mathbb {Z} _{m}=\left\{0,1,...,m-1\right\}}
Phép cộng và nhân trong {\displaystyle \mathbb {Z} m} là phép toán thông thường được rút gọn theo modulo m:
{\displaystyle a+b=(a+b)\quad mod\quad m}

{\displaystyle a*b=(a*b)\quad mod\quad m}
Phần tử a của {\displaystyle \mathbb {Z} _{m}} được gọi là khả nghịch trong {\displaystyle \mathbb {Z} _{m}}  hay khả nghịch theo modulo m nếu tồn tại phần tử a' trong {\displaystyle \mathbb {Z} _{m}}  sao cho a*a'=1 trong {\displaystyle \mathbb {Z} _{m}} hay {\displaystyle a*a'\equiv 1{\pmod {m}}}. Khi đó a' được gọi là nghịch đảo modulo m của a. Trong lý thuyết số đã chứng minh rằng, số a là khả nghịch theo modulo m khi và chỉ khi ƯCLN của a và m bằng 1.

Khi đó tồn tại các số nguyên x, y sao cho

Đẳng thức này lại chỉ ra y là nghịch đảo của a theo modulo m. Do đó có thể tìm được phần tử nghịch đảo của a theo modulo m nhờ thuật toán Euclid mở rộng khi chia m cho a.

### Giải thuật
```
//a, m > 0. Trả về a^-1 mod m, gcd(a, m) phải bằng 1, chú ý là ta không cần quan tâm y khi giải pt diophante a * x + m * y = 1

function
 
ModuloInverse
(
a
,
 
m
)
;

begin

  
xa
:=
 
1
;
 
xm
:=
 
0
;

  
while
 
m
 
≠
 
0
 
do

    
begin

      
q
:=
 
a
 
div
 
m
;

      
xr
:=
 
xa
 
-
 
q
 
*
 
xm
;

      
xa
:=
 
xm
;

      
xm
:=
 
xr
;

      
r
:=
 
a
 
mod
 
m
;

      
a
:=
 
m
;

      
m
:=
 
r
;

    
end
;

  
Result
:=
 
xa
;

end
;

```

Giải thuật sau chỉ thực hiện với các số nguyên m>a>0, biểu diễn bằng giã mã:
```
 
Procedure Euclid_Extended (a,m)

int
,  y0:=0,y1:=1;

While
 a>0 
do
 {
     r:= m mod a 
     if r=0 then Break      
     q:= m div a
     y:= y0-y1*q
     y0:=y1     
     y1:=y
     m:=a
     a:=r
     
  }
 
If
 a>1 
Then Return
 "A không khả nghịch theo mođun m" 
 
else Return
 " Nghịch đảo modulo m của a là y"
```

### Ví dụ
Tìm số nghịch đảo (nếu có) của 30 theo môđun 101
| Bước i | m   | a  | r  | q | y0  | y1  | y   |  |
| 0      | 101 | 30 | 11 | 3 | 0   | 1   | -3  |  |
| 1      | 30  | 11 | 8  | 2 | 1   | -3  | 7   |  |
| 2      | 11  | 8  | 3  | 1 | -3  | 7   | -10 |  |
| 3      | 8   | 3  | 2  | 2 | 7   | -10 | 27  |  |
| 4      | 3   | 2  | 1  | 1 | -10 | 27  | -37 |  |
| 5      | 2   | 1  | 0  | . | .   | .   | .   |  |

Kết quả tính toán trong bảng cho ta {\displaystyle -37}. Lấy số đối của {\displaystyle 37} theo mođun {\displaystyle 101} được {\displaystyle 64}. Vậy {\displaystyle 30^{-1}\,mod\,101=64}.

### Ứng dụng
Số nghịch đảo theo môđun được ứng dụng nhiều trong việc giải phương trình đồng dư, trong lý thuyết mật mã.